# Gnamptogenys striolata
Gnamptogenys striolata är en myrart som först beskrevs av Borgmeier 1957.  Gnamptogenys striolata ingår i släktet Gnamptogenys och familjen myror. Inga underarter finns listade i Catalogue of Life.